# Ортецано
Ортецано (итал. Ortezzano) насеље је у Италији у округу Фермо, региону Марке.
Према процени из 2011. у насељу је живело 290 становника. Насеље се налази на надморској висини од 306 м.

## Становништво
| 1931. | 1936. | 1951. | 1961. | 1971. | 1981. | 1991. | 2001. | 2011. |
| ----- | ----- | ----- | ----- | ----- | ----- | ----- | ----- | ----- |
| 1.196 | 1.279 | 1.262 | 1.095 | 864   | 806   | 819   | 832   | 791   |